# Смирнов, Марк Николаевич
Марк Никола́евич Смирно́в (род. 20 мая 1935, Юрьевец, Юрьевецкий район, Ивановская область, Российская Федерация) — советский и российский биолог, охотовед, исследователь промысловых млекопитающих Южной Сибири. Доктор биологических наук (1994). Профессор кафедры охотничьего ресурсоведения и заповедного дела КГУ (1996).

## Биография
Родился 20 мая 1935 в Юрьевце Ивановской области. Отец — Николай Николаевич Смирнов.
Мать — Анна Никитична Антипина.
Окончил Иркутский сельскохозяйственный институт (1957). Работал в Госохотинспекции при Совете Министров Бурятской АССР (1960—1969), в Иркутском сельскохозяйственном институте (1969—1971), лаборатории зоологии Института естественных наук БФ СО АН СССР (1971—1976), Красноярском отделении ВНИИОЗ (1976—1993), Красноярском государственном университете — позднее Сибирский федеральный университет — с 1993 г. до последнего времени — 2018 г.  Кандидат биологический наук (1974).   Автор 300 научных трудов, в том числе 10 монографий.

## Монографии (основные)
1. Смирнов М. Н. Косуля в Западном Забайкалье.- Новосибирск, 1978. 189 с.
2. Смирнов М. Н. Косуля в верховьях Енисея. Краснояр. гос. ун-т: Красноярск, 2000. 154 с.
3. Смирнов М. Н. Крупные хищные млекопитающие в центре Азии. Красноярск: Изд-во Красн. гос. ун-та, 2002. 256 с.
4. Смирнов М. Н. Благородный олень в Южной Сибири. Ч. 1.-2006. 251 с.; Ч. 2.-2007. 260 с. Красноярск: Сиб. федер. ун-т.
5. Смирнов М. Н. Лось и кабан в Центральной Сибири. Красноярск: Сиб. федер. ун-т, 2014. 298 с.
6. Смирнов М. Н. Северный олень на юге Сибири. Красноярск: Сиб. федерал. ун-т, 2016. 231 с.
7. Смирнов М. Н. Бурый медведь в Центральной Сибири (образ жизни, поведенческая экология) Красноярск: Поликом, 2017. 292 с.
8. Смирнов М. Н. Млекопитающие бассейна озера Байкал. Новосибирск: Наука, 1984. 258 с. (в соавт.)
9. Смирнов С. Н., Смирнов М. Н. Три века и две судьбы.- Красноярск, 2009. 743 с.
10. Смирнов М. Н. Эпизоды. Красноярск: Поликом, 2011. 164 с.
11. Смирнов М. Н. Голос тайги. Красноярск: Поликом, 2012. 174 с.
12. Смирнов М. Н. принимал активное участие в формировании Красных книг: Российской федерации (2001), Бурятии (1988, 2005 2-е изд.), Тувы (2002), Хакасии (2004, 2014 2-е изд.), Красноярского края (2004, 2011 2-е изд.).

Автором установлены этапы формирования видового свойства фауны крупных млекопитающих Южной Сибири. С достаточной детальностью впервые выделены размещение и динамика численности упомянутой группы видов зверей в регионе, раскрыты причины её определяющие. Предложены новые методы определения численности животных и критерии выделения популяций, методы оценки упитанности, комплекс признаков для определения возраста диких копытных; описана экология миграционного процесса косуль и динамика популяционных показателей в их сообществах. Выявлены общие черты в оборонительном поведении млекопитающих; Предложено (1998) новое экологическое понятие — «условный адаптационный потенциал (УАП)» и принцип расчетов его величины для конкретных таксонов. Выдвинута концепция «экологической системы трофических адаптаций млекопитающих» (1990).М.Н.Смирновым обнаружен и описан ряд общих характерных черт оборонительного поведения млекопитающих в том числе важнейший элемент его — «страховочная петля» (2007). Разработаны экологически обоснованные принципы охотничьего воздействия на популяции диких зверей. Показаны принципиальные различия путей развития и организации сообществ первобытных охотников (1996).
Общее количество печатных работ М. Н. Смирнова около 390.